# Martin Kukla
Martin Kukla (* 31. října 1982, Pelhřimov) je český politik a zkušební inženýr, od listopadu 2024 hejtman Kraje Vysočina, od října 2021 poslanec Poslanecké sněmovny PČR, od roku 2016 zastupitel Kraje Vysočina (v letech 2018 až 2020 též náměstek hejtmana), v letech 2019 až 2022 člen předsednictva hnutí ANO.

## Život
V letech 1998 až 2002 absolvoval Gymnázium Pelhřimov a následně v letech 2002 až 2007 vystudoval obor elektrotechnická výroba a management na Fakultě elektrotechnicky a komunikačních technologií Vysokého učení technického v Brně (získal titul Ing.). Mezi roky 2007 a 2018 pracoval jako zkušební inženýr ve společnosti Bosch Diesel v Jihlavě.
Martin Kukla žije v Rantířově, trvalé bydliště má ve městě Počátky na Pelhřimovsku. Je ženatý, má dva syny.

## Politická kariéra
Od roku 2014 je členem hnutí ANO, za něž kandidoval v komunálních volbách v roce 2014 do Zastupitelstva města Počátky, ale neuspěl (byl lídrem kandidátky). Zvolen nebyl ani ve volbách v roce 2018 (figuroval na posledním místě kandidátky). V komunálních volbách v roce 2022 již do zastupitelstva Počátek nekandidoval.
V krajských volbách v roce 2016 byl za ANO zvolen zastupitelem Kraje Vysočina. V únoru 2018 se stal novým náměstkem hejtmana Kraje Vysočina pro oblast ekonomiky a majetku, když byl odvolán jeho předchůdce Josef Pavlík. V krajských volbách v roce 2020 byl lídrem kandidátky ANO v Kraji Vysočina, mandát krajského zastupitele se mu podařilo obhájit. Nicméně se ANO nestalo součástí krajské koalice, a proto v listopadu 2020 skončil ve funkci náměstka hejtmana.
Na V. sněmu hnutí ANO v Praze byl dne 17. února 2019 zvolen členem předsednictva hnutí. Získal 117 hlasů od 231 delegátů. Ve volbách do Poslanecké sněmovny PČR v roce 2021 kandidoval za hnutí ANO na 3. místě kandidátky v Kraji Vysočina. Získal 1 852 preferenčních hlasů, a stal se tak poslancem. V únoru 2022 skončil v předsednictvu hnutí.
V krajských volbách v roce 2024 obhajoval z pozice člena hnutí ANO a lídra kandidátky post zastupitele Kraje Vysočina. Mandát se mu podařilo obhájit. Následně vítězné hnutí ANO uzavřelo koalici se šestou SOCDEM a sedmým uskupením „SPD, Trikolora a PRO“. Dne 4. listopadu 2024 byl na ustavující schůzi krajského zastupitelstva zvolen novým hejtmanem Kraje Vysočina, když získal 26 hlasů od 44 přítomných zastupitelů. Ve funkci tak nahradil Vítězslava Schreka z ODS.
Ve sněmovních volbách v roce 2025 kandiduje ze 4. místa kandidátní listiny hnutí ANO v Kraji Vysočina.